# 藤田紘一郎
藤田 紘一郎（ふじた こういちろう、1939年8月6日 - 2021年5月14日）は、日本の医師、医学者（寄生虫学・感染免疫学・熱帯医学）。位階は従四位。勲等は瑞宝中綬章。学位は医学博士（東京大学・1970年）。東京医科歯科大学名誉教授。
東京大学医学部助手、テキサス大学研究員、順天堂大学医学部助教授、金沢医科大学医学部教授、長崎大学医学部教授、東京医科歯科大学医学部教授、人間総合科学大学教授などを歴任した。

## 来歴
満洲国生まれ。父親は陸軍軍医。
整形外科の医局に勤めていた26歳の時、衛生動物学者の加納六郎に同行してフィラリア調査のため奄美群島の加計呂麻島に赴いたことから、寄生虫学の道に進む。
感染免疫学・寄生虫学の視点から公衆衛生についての執筆多数。特に寄生虫関連の一般書で広く知られるようになった。また、花粉症の原因を寄生虫を撲滅しすぎたためとする自説でも知られる。自らの腸内で15年間6代にわたり条虫（サナダムシ）を飼育していたという。
ティーペック社外取締役、日本寄生虫予防会評議員、浄水器協会特別顧問、NPO自然免疫健康研究会理事長。
2021年5月14日、誤嚥性肺炎のため東京都内の病院で死去。81歳没。死没日をもって従四位、瑞宝中綬章を授与された。

## 略歴
- 1959年三重県立宇治山田高等学校卒業
- 1965年東京医科歯科大学医学部卒業
- 1966年同大学医学部付属病院で実地修練修了、同年医師国家試験合格
- 1970年東京大学大学院医学系研究科を修了し「コトンラットフィラリア症における抗体産生」で医学博士取得。東京大学医学部助手（寄生虫学）
- 1971年テキサス大学研究員（微生物学）
- 1972年順天堂大学医学部助教授（衛生学）
- 1977年 金沢医科大学教授（医動物学）
- 1981年長崎大学医学部教授（医動物学）
- 1987年東京医科歯科大学医学部教授（医動物学、国際環境寄生虫病学）
- 2005年定年退官、名誉教授、人間総合科学大学教授（免疫・アレルギー学）
- 2014年、薬事法違反容疑で書類送検、不起訴処分(詳細は後述)、人間総合科学大学教授を退任

## 栄典
- 2021年 - 従四位。
- 2021年 - 瑞宝中綬章。

## 問題点
藤田紘一郎は日経新聞のインタビューの中で「腸内細菌は免疫を作り、自然治癒力の源泉にもなっている大事なものです。それなのに、日本人の体内では減っています。それは大地で育つ野菜や果実の摂取量が減る一方で、防腐剤や添加物入りの食べ物などをたくさん食べていることとも関係があると思います」（以上引用）と述べ、2011年1月29日日経新聞夕刊に「きれい好きの落とし穴」という記事の中で掲載された。
それに対して2011年2月23日に食品安全情報ネットワークから、1.日本人の腸内細菌が減っているという科学的根拠、2.食品添加物入りの食べ物を食べていることと、腸内細菌が減少することとの間に関係があると思われる科学的根拠について問う公開質問状が出された。
また、「寄生虫が少々いるくらいの水のほうが実は健康にいい」とも発言している。

### 薬事法違反の不起訴
プロポリスの健康食品が、薬事法に違反してガンの治療効果があるとの宣伝の下に販売された事件において、藤田は効能を書いた原稿を作成した事で、2014年に薬事法違反(無許可医薬品販売) の幇助で書類送検されたが、不起訴処分となった。
藤田は「副作用なくがん細胞が自滅」などと効能を謳っていた他、肺がんの影が薄くなった例を、プロポリスのためとする、根拠の無い感想を書いていた。書類送検の前に新聞取材に対して、自身の文によりプロポリスでガンが完治すると信じこませた事を反省している、と述べた。2009年からの4年余りで約1100万円を顧問料として受け取っていたという。この商品を販売していた会社「シャブロン」の社長とは、知人を介して知り合ったという。

## 著作

### 20世紀
- 『笑うカイチュウ―寄生虫博士奮闘記』講談社 1994 のち文庫
- 『SOS 虫がおこす病気』ルック、1996
- 『癒す水・蝕む水―世界の水と病気』日本放送出版協会、1996 「からだに良い水悪い水」小学館文庫、「万病を防ぐ「水」の飲み方・選び方」講談社+α文庫
- 『ボンボン・マルコスのイヌ―ペット病のすべて』ルック、1996
- 『空飛ぶ寄生虫』講談社、1996 のち文庫
- 『体にいい寄生虫―ダイエットから花粉症まで』ワニブックス、1997 のち講談社文庫
- 『新訂臨床検査講座 8 医動物学』医歯薬出版、1997
- 『原始人健康学―家畜化した日本人への提言』新潮選書、1997
- 『共生の意味論 バイキンを駆逐してヒトは生きられるか?』講談社ブルーバックス 1997
- 『寄生虫博士のサナダから愛をこめて 信じられない「海外病」のエトセトラ』現代書林 1998 のち講談社文庫
- 『恋する寄生虫 ヒトの怠けた性、ムシたちの可愛い性』講談社 1998 のち+α文庫
- 『寄生虫学はおもしろい』羊土社 1999
- 『獅子身中のサナダ虫』講談社 1999 「踊る腹のムシ グルメブームの落とし穴」文庫
- 『清潔はビョーキだ』朝日新聞社 1999 のち文庫
- 『誰も知らなかったヒトとイヌと寄生虫の愉快な関係 ヒトのしあわせ、イヌのしあわせ 寄生虫博士の医学エッセイ』成美堂出版 1999
- 『バイキンが子どもを強くする キレイずきおかあさんへの100の警告』婦人生活社 1999
- 『フシギな寄生虫』日本実業出版社 入門ビジュアルサイエンス 1999
- 『イヌからネコから伝染るんです』講談社 2000 のち文庫
- 『日本人の清潔がアブナイ!』小学館 2000 のち文庫

### 21世紀
- 『いい女には虫がつく。カイチュウ博士の健康美女講座』主婦と生活社 2001
- 『寄生虫博士のプーラン・プーラン モノの豊かさに心を蝕まれたニッポン人への処方箋』青春出版社 2001 「パラサイトの教え」新潮文庫
- 『きれい社会の落とし穴』NHK出版、2001 「バイ菌だって役に立つ 清潔好き日本人の勘違い」講談社+α文庫
- 『謎の感染症が人類を襲う』PHP新書 2001
- 『寄生虫はつらいよ 右も左も抗菌グッズ 清潔病で世界一ひ弱になった日本人へ』PHP研究所 2002
- 『コレラが街にやってくる 本当はコワーイ地球温暖化』朝日新聞社 2002
- 『ウッふん』講談社 2003 のち文庫
- 『奇精虫博士のがんばれ!精子』宝島社 2003
- 『キタナイはキレイキレイはキタナイ 微生物と地球の関係を知ろう』（「生きる」ってなんだろう）マツオミホ絵 実業之日本社 2003
- 『ニッポン「亜熱帯」化宣言 そしてグローバル・ウイルスが逆襲する』中公新書ラクレ 2003
- 『うんちのえほん』上野直大絵 岩崎書店 いのちのえほん 2004
- 『ゼロ歳からの免疫力』集英社be文庫 2004
- 『水の健康学』新潮選書 2004
- 『えっヘン』講談社 2005
- 『寄生虫博士のおさらい生物学』講談社 2005 のち+α文庫
- 『「きれい好き」が免疫力を落とす』講談社+α文庫、2005 「免疫力を高める快腸生活」中経の文庫
- 『藤田式ウォーターレシピ 水だけで健康になる!美しくなる!』主婦の友社 2005
- 『「万病」虫くだし 病気・バイ菌・寄生虫たちとの上手なつきあい方』廣済堂出版 2005
- 『子どもの「免疫力」を高める方法 アレルギー・ウイルスに負けない丈夫な体をつくる!』PHP研究所 2006
- 『知られざる水の「超」能力 新しい「科学的」水の飲み方入門』講談社+α新書 2006
- 『パラサイト式血液型診断』新潮選書 2006
- 『カラダから出るモノの楽しい話 心スッキリ!』講談社 2007 「「出るモノ」健康学 あなたを救う69の「ハイセツ」話」講談社+α文庫
- 『寄生虫博士のおさらい生物学』講談社 2007
- 『「ばっちいもの」健康学 体から出てくる、きたなくてエラいやつら!』広済堂出版 2007
- 『病気に強い人、弱い人 腸内細菌叢が寿命を決める』幻冬舎 2007
- 『寄生虫博士の「不老」の免疫学 125歳まで元気で生きる!』講談社 2008
- 『血液型の暗号 血液型にまつわるいろんな話題が満載』日東書院本社 2008
- 『医療大崩壊』講談社文庫 2009
- 『寄生虫のひみつ ムズムズするけど見てみたい「はらのむし」たちの世界』ソフトバンククリエイティブ・サイエンス・アイ新書 2009
- 『腸を整えれば心も体も必ず元気になる! 大豆・根菜類・発酵食品で病気にならない体と心をつくる』日本文芸社 2009
- 『カイチュウ博士のオトコ強化論 日本人の精子が危ない!』双葉新書 2010
- 『血液型の科学 かかる病気、かからない病気』祥伝社新書 2010
- 『水と体の健康学 なぜ熱中症には真水が危険?肉食系は超硬水でダイエット?』ソフトバンククリエイティブ・サイエンス・アイ新書 2010
- 『B型はなぜか、お腹が痛い… 免疫学で回答する血液型講座』三五館 2011
- 『アレルギーの9割は腸で治る! クスリに頼らない免疫力のつくり方』だいわ文庫 2011
- 『こころの免疫学』新潮選書 2011
- 『腸内革命 腸は、第二の脳である』海竜社 2011
- 『美水の法則 潤い美人になる!ミネラルウォーター案内』毎日コミュニケーションズ 2011
- 『免疫力をアップする科学 腸内細菌で病気知らず!いますぐできる科学的健康法』ソフトバンククリエイティブ・サイエンス・アイ新書 2011
- 『アレルギーに負けない体は「腸」がつくる 毎日の食べ方・暮らし方をどう変えるか』実務教育出版 2012
- 『子どもをアレルギーから守る本』だいわ文庫 2012
- 『50歳からは炭水化物をやめなさい 病まない・ボケない・老いない腸健康法』大和書房 2012
- 『正しい水の飲み方・選び方 決定版 100歳まで元気に美しく生きる鍵』海竜社 2012
- 『毒になる生食、薬になる生食』講談社+α新書 2012
- 『脳はバカ、腸はかしこい 腸を鍛えたら、脳がよくなった』三五館 2012
- 『バカな研究を嗤うな 寄生虫博士の90%おかしな人生力』技術評論社 tanQブックス 2012
- 『一生太らない体をつくる腸健康法 我慢しないでムリなく痩せる81の方法』大和書房 2013
- 『遺伝子も腸の言いなり 持って生まれた定めなどアリマセン!』三五館 2013
- 『考える腸ダマされる脳 ボケない脳は腸がつくる!』日本文芸社 2013
- 『50歳からの腸にやさしい食べかた すぐにはじめる!』日東書院本社 2013
- 『50歳から始める炭水化物ぬきレシピ 老いないボケない病まない』ワニブックス 2013
- 『絶好腸!! ストレス、こころの不調を解消する腸の鍛え方』清流出版 2013
- 『腸をダメにする習慣、鍛える習慣 腸内細菌を育てて免疫力を上げる30の方法』ワニブックス|PLUS|新書 2013
- 『「腸スッキリ!」健康法 腸内環境を整えて、体も心も万事快調!』PHP文庫 2013
- 『できる男はウンコがデカい』宝島社新書 2013
- 『乳酸菌生活は医者いらず かしこい腸に育てる、最新・腸内細菌の話』三五館 2013
- 『人の命は腸が9割 大切な腸を病気から守る30の方法』ワニブックス|PLUS|新書 2013
- 『病気の9割を防ぐ腸の健康レシピ 免疫力の70%は腸内細菌が作る。』マガジンハウス 2013
- 『マンガでわかる若返りの科学 なぜ糖質ダイエットが必要なのか?寝たきりにならずボケない生活習慣とは?』SBクリエイティブ・サイエンス・アイ新書 2013
- 『50歳からは肉を食べ始めなさい 元気で老いない長寿のための食事法』フォレスト出版 2014
- 『腸が寿命を決めている 若さを保ち、老化を防ぐ、食べ方・食べもの54のポイント』海竜社 2014
- 『糖尿病を治したければ、腸内細菌を変えなさい』主婦の友インフォス情報社 2014
- 『長生きのスイッチはオンに変えなさい』創英社/三省堂書店 2014
- 『腸を鍛えればストレスは消える! 私たちの心とカラダは腸に支配されている!』竹書房 2014
- 『体をつくる水、壊す水 10年後に差がつく「水飲み"腸"健康法」30の秘訣』ワニブックス「Plus」新書 2014
- 『「大人のアレルギー」は腸で治す クスリいらずの体に体質改善!』大和書房 2014
- 『腸内細菌と共に生きる 免疫力を高める腸の中の居候』技術評論社 2015
- 『病気を防ぐ「腸」の時間割 老化は夜つくられる』SB新書 2015
- 『女はバカ、男はもっとバカ われら人類、絶滅の途上にて』三五館 2015
- 『ボケる、ボケないは「腸」と「水」で決まる』朝日新書 2015
- 『腸内フローラ 医者いらずの驚異の力』宝島社 2015
- 『「いい人」をやめるだけで免疫力が上がる!』青春新書intelligence, 2015
- 『「腸にいいこと」だけをやりなさい!』毎日新聞出版 2015
- 『笑う免疫学 自分と他者を区別するふしぎなしくみ』(ちくまプリマー新書 2016.1
- 『「腸もれ」があなたを壊す!』永岡書店, 2016.12
- 『長命革命 食べ物を変えれば遺伝子が変わる。長生きができる。』海竜社, 2016.12
- 『1000兆匹の腸内細菌を使って10キロ楽にやせる方法 : ヨーグルト・ホエイと酢タマネギが効く!』KADOKAWA, 2016.2
- 『55歳のハゲた私が76歳でフサフサになった理由 藤田博士の毛髪蘇生法』青萠堂, 2016.4
- 『腸で変わる!病気にならない、50代からの生活習慣 腸内フローラ研究の第一人者が実践する健康のコツ』世界文化社, 2016.5
- 『50歳から若返るための1分間「腸」健康法 : 老化を防ぐ決め手は"腸活"です! (ワニブックス|PLUS|新書 ワニ・プラス, 2016.7
- 『腸内細菌が家出する日 :健康も人生も思いどおりにいかないのはナゼ?』三五館, 2016.8
- 『コスパ最強健康法43 :安くて、楽しく、長続きする』三五館, 2017.10
- 『手を洗いすぎてはいけない :超清潔志向が人類を滅ぼす』光文社新書 2017.12
- 『40歳からは、パンは週2にしなさい』(健康人新書 廣済堂出版, 2017.12
- 『ヤセたければ、腸内「デブ菌」を減らしなさい! :2週間で腸が変わる最強ダイエットフード10』(ワニブックス|PLUS|新書 ワニ・プラス, 2017.2
- 『若返りの科学 :医学が実証した本当のアンチエイジング』SBクリエイティブ, 2017.4
- 『隠れ病は「腸もれ」を疑え! :あなたを不調から救う、「腸もれ症候群」80の基礎知識 (ワニブックス|PLUS|新書 ワニ・プラス, 2017.6
- 『脳で悩むな!腸で考えなさい 心のモヤモヤは腸が解決』青萠堂, 2017.7
- 『デブ菌撲滅!藤田式食前酢キャベツダイエット』ワニ・プラス, 2018.10
- 『水の教科書 正しい水の飲み方・選び方の実践』海竜社, 2018.11
- 『腸で寿命を延ばす人、縮める人 :腸をダメにする習慣、鍛える習慣 2』 (ワニブックス|PLUS|新書 ワニ・プラス, 2018.12
- 『人生100年時代の老いない食事』フォレスト出版, 2018.2
- 『図解体がよみがえる「長寿食」』三笠書房, 2018.3
- 『健康長寿は「腸から下」が決め手』(ロング新書) 2018.3
- 『腸から始める妊活のススメ 生まれてくる赤ちゃんの健康まで考えた』ワニ・プラス, 2018.4
- 『やせる!病気が治る!玉ねぎヨーグルト健康レシピ』落合貴子 料理. 宝島社, 2018.5
- 『9割の女性の悩みをスルリと治す腸習慣 :便秘体質にサヨナラ :腸博士が考案したお悩み解決"腸活"プログラム』青萠堂, 2018.5
- 『人生100年時代!腸から始める加齢の極意 :定年後の幸せは、腸とこころがつくる (ワニブックス|PLUS|新書 ワニ・プラス, 2018.6
- 『子どもの免疫力を高める方法』(ロング新書) 2018.8
- 『体と心の疲れが消えていく「滋養食」』三笠書房, 2018.9
- 『残念な「オス」という生き物』フォレスト出版, 2018.9
- 『図解体の中からよみがえる!病気にならない!「腸」健康法』PHP研究所, 2019.1
- 『「腸」が喜ぶお酒の飲み方 病気にならない、太らない、若返る』日本実業出版社, 2019.1
- 『40歳からの「腸内フローラダイエット」新ルール : 酢キャベツ、ひじき納豆で太りやすい体質を変える!』秀和システム, 2019.12
- 『医者が毎日飲んでいる老けない酢みそ汁』宝島社, 2019.2
- 『人生100年、長すぎるけどどうせなら健康に生きたい。病気にならない100の方法』(光文社新書 2019.5
- 『認知症は脳より賢い腸を鍛えてくいとめる!』PHP研究所, 2019.6
- 『間違いだらけの腸活の常識』エクスナレッジ, 2019.6
- 『血管詰まりは腸から治す 血管を強くする食医学 食べ物で浄化する血管のお掃除法』青萠堂, 2019.7
- 『医者が考えた50歳からの若返る食べ方』KADOKAWA, 2019.7
- 『できる男はすぐ腸トレ 完全版 : 挫折知らずの、男磨き最強トレーニング』三五館シンシャ, 2019.8
- 『毛細血管は「腸活」で強くなる : アンチエイジングの切り札! (ワニブックス|PLUS|新書 ワニ・プラス, 2019.9
- 『私が糖質制限でリバウンドも挫折もしない理由』(扶桑社新書 2019.9
- 『図解腸の名医が実践している内臓脂肪をごっそり落とす最強の食べ方』永岡書店, 2020.1
- 『自力で糖尿病&高血圧を撃退!やせる無限キャベツ健康レシピ』宝島社, 2020.1
- 『免疫専門医が毎日飲んでいる長寿スープ』ダイヤモンド社, 2020.10
- 『腸内細菌博士が教える免疫力を上げる食事術 (ワニブックス|PLUS|新書 ワニ・プラス, 2020.12
- 『アレルギーと腸内細菌 :腸内フローラを育てれば、アレルギー体質は治る』(ワニブックス|PLUS|新書 ワニ・プラス, 2020.
- 『親をボケさせないために、今できる方法 親の認知症は食事で予防できる!』扶桑社, 2020.6
- 『免疫力 正しく知って、正しく整える』(ワニブックス|PLUS|新書 ワニ・プラス, 2020.7

### 共編著
- 『食品寄生虫ハンドブック』村田以和夫共編 サイエンスフォーラム 1997
- 『ウンココロ しあわせウンコ生活のススメ』寄藤文平共著 実業之日本社 2005 のち文庫
- 『富士丸のモフモフ健康相談室 犬とボクらのしあわせ探し』穴澤賢共著 実業之日本社 2008
- 『臨床検査学講座 医動物学』第2版 平山謙二共著 医歯薬出版 2010
- 『カイチュウ博士と発酵仮面の「腸」健康法』小泉武夫共著 中経出版 2010
- 『自然の恵みで免疫力アップ ドクター周東とカイチュウ博士が教えるプロポリスの最新情報』周東寛共著 現代書林 2011
- 『腸スッキリ菌活レシピ』食で元気! 検見﨑聡美料理 成美堂出版 2014
- 『免疫力を高める最強の浅漬け 「米のとぎ汁」で簡単に作れる発酵食』車浮代共著. マキノ出版, 2020.10

### 翻訳
- シルビア・ブランゼイ文 ジャック・キーリー絵『きみのからだのきたないもの学』講談社 1998
- シルビア・ブランゼイ文 ジャック・キーリー絵『どうぶつのきたないもの学』劉優貴子共訳 講談社 1999
- シルビア・ブランゼイ文 ジャック・キーリー絵『きみのからだのきたないもの学 キモチわる～い編』劉優貴子共訳 講談社 2006
- ジョシュ・アックス『すべての不調をなくしたければ除菌はやめなさい』監訳. 文響社, 2018.7
- シルビア・ブランゼイ 文, ジャック・キーリー 絵『グロッソロジーきたないもの学 : からだのふしぎ 改訂版』講談社, 2020.8

## テレビ出演
- 日本のよふけ（フジテレビ 1999年）
- 宇宙一せまい授業!（あっ!とおどろく放送局 2007年）
- ラボマイスター（フジテレビ 2009年8月19日）
- 又吉直樹のヘウレーカ!（NHK Eテレ 2018年5月9日）

## 主な受賞歴
- 大山健康財団学術賞（1980年）[12]
- 日本寄生虫学会賞（小泉賞）（1982年）
- 講談社出版科学文化賞（「笑うカイチュウ」（1995年））
- 日本文化振興会・社会文化功労賞、国際文化栄誉賞（2000年）